# Before the Devil Knows You're Dead
Before the Devil Knows You're Dead är en amerikansk kriminalfilm från 2007 i regi av Sidney Lumet, hans sista film före sin död år 2011. Manuset skrevs av Kelly Masterson och rollerna spelas av bland andra Philip Seymour Hoffman, Ethan Hawke, Marisa Tomei och Albert Finney.
Filmens titel kommer från det irländska talesättet "May you be in heaven a full half-hour before the devil knows you're dead".

## Medverkande
| - Philip Seymour Hoffman – Andy Hanson - Ethan Hawke – Hank Hanson - Albert Finney – Charles Hanson - Marisa Tomei – Gina Hanson - Rosemary Harris – Nanette Hanson - Brían F. O'Byrne – Bobby Lasorda - Aleksa Palladino – Chris Lasorda - Michael Shannon – Dex | - Amy Ryan – Martha Hanson - Sarah Livingston – Danielle Hanson - Jordan Gelber – Agent - Anita Sklar – Sörjande #1 - Josh Mowery – Sörjande #2 - Diane Bradley – Sörjande #3 - Richard K. Lublin – Sörjande #4 |